# Mościska (Rypin)
Pour les articles homonymes, voir Mościska.
Mościska est une localité polonaise de la voïvodie de Couïavie-Poméranie et du powiat de Rypin,.